# Parbbatipur
Parbbatipur is een census town in het district Nadia van de Indiase staat West-Bengalen. 

## Demografie
Volgens de Indiase volkstelling van 2001 wonen er 7833 mensen in Parbbatipur, waarvan 51% mannelijk en 49% vrouwelijk is. De plaats heeft een alfabetiseringsgraad van 77%. 